# Макапа
Макапа̀ (на португалски: Macapá) е град и едновременно община, столица на щата Амапа в Бразилия. Разположен е на устието на река Амазонка. През града минава екваторът. Общината е част от икономико-статистическия микрорегион Макапа, мезорегион Южна Амапа. Според преброяването от 2010 г. населението възлиза на 397 913 души, а територията е 6407,123 km².

## История
Градът е основан като крепост през 1688 г. Официалната дата на основаването му е 4 февруари 1758 г. От 1944 г. е столица на щата Амапа.

## Икономика
Основните отрасли на икономиката са добивът на желязо, злато, олово, манган и риболовът. Има международно летище. Брутният вътрешен продукт на града се равнява на 2 826 458 000 долара (2005).